# Programma
Il programma (dal tardo latino programma -mătis, greco antico πρόγραμμα -ματος, der. di προγράϕω, propr. «scrivere prima») è la definizione del percorso per raggiungere un determinato obiettivo tenendo conto delle risorse disponibili, delle condizioni al contorno, delle attività da intraprendere e dei tempi necessari per realizzarle. Nel senso più ampio è la definizione operativa di un piano o di un progetto.

## Descrizione
In senso più ristretto è una lista di cose da fare. Quest'ultimo significato è quello che più risponde al termine usato in ambito tecnologico (informatica ed altre).
Il significato del termine è quindi amplissimo ed è funzione del contesto in cui è utilizzato.
Alcuni esempi:
- il programma di un convegno, elenco degli interventi previsti, corredato da orario, aula, relatore, ecc.
- il programma di elaborazione di testi, in ambiente informatico
- il programma di produzione del giorno 26/03/2006, secondo quanto fissato dal piano di produzione XYZ
- il programma per tessuti sintetici, in una lavatrice elettrica
- il programma spaziale, inteso come l'insieme delle attività, delle risorse e dei tempi necessari per lanciare una sonda.

La programmazione è quindi la formulazione di uno o più programmi per raggiungere gli obiettivi pianificati.